# Kamen
Kamen (dolnoniem. Kaomen) – miasto w Niemczech, w kraju związkowym Nadrenia Północna-Westfalia, w rejencji Arnsberg, w powiecie Unna. Według danych na rok 2010 liczy 44 398 mieszkańców.
W mieście rozwinął się przemysł metalowy, chemiczny, optyczny oraz maszynowy.

## Współpraca
Miejscowości partnerskie:
- Ängelholm, Szwecja
- Bandırma, Turcja
- Beeskow, Brandenburgia
- Ejlat, Izrael
- Montreuil-Juigné, Francja
- Sulęcin, Polska
- Unkel, Nadrenia-Palatynat